# Platerów (gmina)
Pour les articles homonymes, voir Platerów.
Platerów est une gmina rurale (gmina wiejska) de la powiat de Łosice, dans la Voïvodie de Mazovie, dans le centre-est de la Pologne.
Son siège administratif (chef-lieu) est le village de Platerów, qui se situe environ 12 kilomètres au nord-est de Łosice (siège de la powiat) et 125 kilomètres à l'est de Varsovie (capitale de la Pologne).
La gmina couvre une superficie de 128,97 km2 pour une population de 5 163 habitants en 2006.

## Histoire
De 1975 à 1998, la gmina est attachée administrativement à la voïvodie de Biała Podlaska.

Depuis 1999, elle fait partie de la voïvodie de Mazovie.

## Géographie
La gmina inclut les villages et localités suivantes :

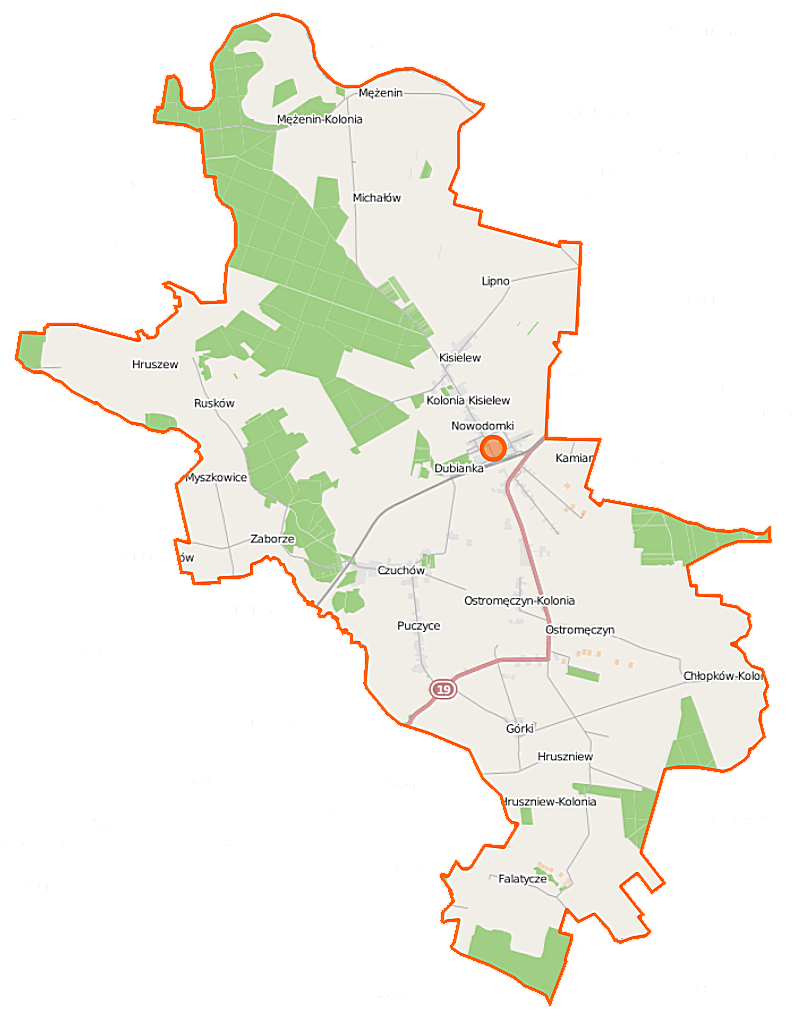
Plan de la gmina

- Chłopków
- Chłopków-Kolonia
- Czuchów
- Czuchów-Pieńki
- Falatycze
- Górki
- Hruszew
- Hruszniew
- Hruszniew-Kolonia
- Kamianka
- Kisielew
- Lipno
- Mężenin
- Mężenin-Kolonia
- Michałów
- Myszkowice
- Nowodomki
- Ostromęczyn
- Ostromęczyn-Kolonia
- Platerów
- Puczyce
- Rusków
- Zaborze

### Gminy voisines
La gmina de Platerów est voisine des gminy suivantes :
- Drohiczyn
- Korczew
- Łosice
- Przesmyki
- Sarnaki
- Siemiatycze
- Stara Kornica

## Structure du terrain
D'après les données de 2002, la superficie de la commune de Platerów est de 128,97 km2, répartis comme tel :
- terres agricoles : 70%
- forêts : 23%

La commune représente 16,71% de la superficie du powiat.

## Démographie
Données du 31 décembre 2008 :
| description        | Total  | Total | Femmes | Femmes | Hommes | Hommes |
| ------------------ | ------ | ----- | ------ | ------ | ------ | ------ |
| Unité              | Nombre | %     | Nombre | %      | Nombre | %      |
| Population         | 5 242  | 100   | 2 576  | 49,1   | 2 666  | 50,9   |
| Densité (hab./km²) | 41     | 41    | 20,1   | 20,1   | 20,9   | 20,9   |